# Ivașkovîțea, Irșava
Ivașkovîțea (în ucraineană Івашковиця) este un sat în comuna Zahattea din raionul Irșava, regiunea Transcarpatia, Ucraina.

## Demografie
Componența lingvistică a localității Ivașkovîțea
     Ucraineană (99,14%)
     Alte limbi (0,86%)
Conform recensământului din 2001, majoritatea populației localității Ivașkovîțea era vorbitoare de ucraineană (99,14%), existând în minoritate și vorbitori de alte limbi.